# Джон Макміллан
Джон Макміллан (англ. John MacMillan, нар. 25 жовтня 1935, Летбридж) — канадський хокеїст, що грав на позиції крайнього нападника.

## Ігрова кар'єра
Професійну хокейну кар'єру розпочав 1953 року.
Протягом професійної клубної ігрової кар'єри, що тривала 19 років, захищав кольори команд «Торонто Мейпл-Ліфс» та «Детройт Ред-Вінгс».

## Нагороди та досягнення
- Володар Кубка Стенлі в складі  «Торонто Мейпл-Ліфс» — 1962, 1963.